# Des bleus à l'âme
Des bleus à l'âme est un livre de Françoise Sagan, publié en 1972. Il présente l'originalité de mélanger les genres du roman et de l'essai.

## Résumé
Le roman reprend les personnages de Sébastien et de sa sœur Éléonore, déjà présents dans la première pièce de théâtre de Sagan, Château en Suède, publiée en 1960. Il commence avec l’installation de ces derniers dans un meublé parisien. La quarantaine proche, mais encore très beaux, les deux complices professent un mépris total pour toute forme de travail. Pour subvenir à leurs besoins, ils se mettent en quête de la bonne âme fortunée qui sera sensible à leur charme (en clair, ils vont jouer les pique-assiette). Ce sera Nora, une Américaine d’âge mûr. Ils rencontreront également Robert, célèbre impresario, et son protégé Bruno, jeune loup numéro 1 du cinéma français.

## Genèse
Les chapitres qui relèvent davantage de l'essai mêlent une démarche autoréflexive (l'auteur commente l'histoire d'Éléonore et Sébastien et dévoile certains aspects du processus de création qui l'a fait naître) à des considérations personnelles sur la littérature, la société de son temps ou sa propre existence.

## Critique
Pour Maurice Bruézière, ce roman est une « autocritique sincère parce que dépourvue de vaine sévérité ».